# Церковь Святой Терезы (Шанхай)
Церковь Святой Терезы (кит. 大通路小德肋撒堂) — католическая церковь в городе Шанхай (Китай). Храм освящён в честь святой Терезы из Лизьё.

## История
Церковь Святой Терезы Младенца Иисуса была построена в 1931 году в романском стиле с двумя башнями. Первоначально на месте, где сейчас находится церковь святой Терезы, находился храм святого Иосифа, разрушенный в 1927 году во время революционных беспорядков. Строительство храма началось 30 октября 1930 года и было завершено в течение в следующем 1931 году.
После культурной революции в храме находилось небольшое производство. В 1990 году местные власти вернули церковь святой Терезы епархии Шанхая. С 1993 года в церкви начались регулярные католические богослужения.